# トロツキー査問委員会
トロツキー査問委員会（トロツキーさもんいいんかい、英語: Commission of Inquiry into the Charges Made against Leon Trotsky in the Moscow Trials）はレオン・トロツキー弁護アメリカ委員会が1937年3月に設置した委員会。ヨシフ・スターリンらによって1929年にソビエト連邦から国外追放されたレオン・トロツキーが、1936年の第一次モスクワ裁判において告発されたことを調査するために設立された。委員長であったジョン・デューイの名からデューイ委員会（英語: Dewey Commission）とも呼ばれる。
委員会の結論では、モスクワ裁判はフレームアップ（捏造）による告発であり、モスクワ裁判で非難されたすべての人々が無罪であると報告された。

## 委員
当時78歳だったデューイは査問委員会の長に就任した。
他の委員にカールトン・ビールス、オットー・リューレ、ベンジャミン・ストルバーグがおり、スザンヌ・ラフォレット、アルフレッド・ロスマー、エドワード・ロス、ジョン・チェンバレン、カルロ・トレスカ、フランシスコ・ザモラ・パディラらが書記を務めた。
さらに、委員にはフランツ・ボアズ、ジョン・チェンバレン、ジョン・ドス・パソス、ルイス・ハッカー、シドニー・フック、スザンヌ・ラフォレット、ラインホルド・ニーバー、ジョージ・ノバック、ノーマン・トマス、エドマンド・ウィルソンが含まれた。

## 公聴会
分科会によって、1937年4月10日から17日にかけて13回に及ぶメキシコ・コヨアカンのレフ・トロツキー宅での公聴会が実施された。この際、弁護士のアルバート・ゴールドマンがトロツキーを弁護した。John Finertyが委員会の法務顧問を務めた。
公聴会は、モスクワ裁判で行われた特定の告発のいくつかが真実ではないことを証明した証拠を明らかにすると主張した。
デューイはこの委員会がトロツキストのフロント組織と思われることを恐れていたが、実際に当時一部からそのように見做された。
トロツキー自身は委員会の開始時に次にように言及している。
モスクワ裁判は社会主義の旗のもとに実施された。我々はこの旗を虚言の達人どもに譲ることはない。もしわれわれの世代が全世界に社会主義を確立するには弱すぎたとしても、子孫たちにこの清浄な旗を引き継ぐだろう。当面する闘争は個人・派閥・党派を超越している。これは全人類の将来のための闘争である。肉体的な安らぎと精神的な落ち着きを求める人は誰しも彼を遠ざける。真実よりも官僚に頼る方が好都合だ。しかし、「社会主義」という言葉がうつろな音ではなく正しい生活の内容であるすべての人々よ、進め！脅しや迫害を以ても我々を止めることはできない。たとえ白骨の上であろうと、真実は勝利するであろう。我々はその道を切り開く。運命のすべての厳しい打撃の下でも、私は若き日の最も善い日々のように幸せであろう。なぜならば、 わが友よ、人間にとって最高の幸福とは、現在の搾取ではなく未来への準備だからだ。—Leon Trotsky, 'I Stake My Life', opening address to the Dewey Commission, February 9, 1937

## 報告書
数か月の調査ののち、デューイ委員会は1937年9月21日にニューヨークにおいてその調査の過程での発見を公表した。
委員会は、モスクワ裁判の過程で形成されていったトロツキーへの告発を明らかにし、同裁判における他の被告らに関するフレームアップに関する疑惑の規模について明らかにした。その結論において、「モスクワ裁判の運営は、先入観のない人々には真実を明らかにしようとする努力はなされていなかったと確信させるようなものだった」と言及している。
デューイ委員会はその調査結果を422ページにおよぶ"Not Guilty"（邦題:トロツキーは無罪だ!）と題された報告書として出版した。その結論では、モスクワ裁判で非難されたすべての人々の無罪が主張された。
要約文において委員会は、外部証拠とは無関係に次のことを発見したと列挙している。
- モスクワ裁判の運営は、先入観のない人に、真実を確かめる試みがなされなかったと確信させるようなものであったこと。
- 自白が最も深刻な考慮の対象となるものであるにもかかわらず、自白それ自体に、その入手手段にかかわらず委員会をして真実を著していないと納得せしめるような固有の蓋然性のなさ(improbabilities)が含まれている。
- トロツキーは、モスクワ裁判での告発や目撃証言のように外国勢力との協定を結ぶように指示したことはなく、トロツキーはソ連における資本主義の回復を決して推奨、計画、または試みなかった。

委員会は、「モスクワの裁判はフレームアップである」と結論付けた。

## 「ブロック」結成について
トロツキストの歴史家であるピエール・ブルーエは、トロツキーは、委員会で秘書のジャン・ファン・ハイエノールトから反対のことを思い出されていたにもかかわらず、ソ連内で反対派と接触して「ブロック」を結成した事実（モスクワ裁判における罪状の一つ）は存在しないと、秘書のジャン・ヴァン・エジュノールの発言と矛盾する、誤った情報を委員会に与えたと記述している。また、アメリカの歴史家であるJ・アーチ・ゲッティもこれについて、トロツキーと息子のレフ・セドフは1937年デューイ委員会の時点でブロックのことを知らされていたが、調査ではこの件に触れなかったと指摘している。

## ニュルンベルク裁判への影響
この委員会は、1945年末からのニュルンベルク裁判において再び注目された。
ジョージ・オーウェルによって執筆され、アーサー・ケストラー、C・E・M・ジョード、J・F・ハラビン、ジョージ・パドモア、ジュリアン・シモンズ、H・G・ウェルズ、フランク・リドレー、チャールズ・アンドリュー・スミス、ジョン・ベアードらが署名した1946年2月25日付の公開書簡は、ニュルンベルク裁判が国際的地位の人物の「歴史的真実と政治的完全性に影響を与える」ための貴重な機会であることを示唆したものだったが、そのなかでトロツキー査問委員会の報告書は仔細に引用された。
具体的には「モスクワ裁判で告発されたナチ党・政権とトロツキーその他のオールド・ボリシェヴィキの指導者との連絡」に関して、ルドルフ・ヘスを彼のトロツキーとの会談の疑いについて尋問し、ゲシュタポの資料を連合国の専門家の手で調査する必要があるとしている。